# Cantone di Saint-Trivier-sur-Moignans
Il Cantone di Saint-Trivier-sur-Moignans era una divisione amministrativa dell'arrondissement di Bourg-en-Bresse con capoluogo Saint-Trivier-sur-Moignans.
A seguito della riforma approvata con decreto del 13 febbraio 2014, che ha avuto attuazione dopo le elezioni dipartimentali del 2015, è stato soppresso.

## Composizione
Comprendeva 13 comuni:
- Ambérieux-en-Dombes
- Baneins
- Chaleins
- Chaneins
- Fareins
- Francheleins
- Lurcy
- Messimy-sur-Saône
- Relevant
- Sainte-Olive
- Saint-Trivier-sur-Moignans
- Savigneux
- Villeneuve